# Пейнсвилл (Калифорния)
Пейнсвилл (англ. Paynesville) — невключенная территория в округе Алпайн, штат Калифорния. Свой статус территория получила 19 января 1981 года. Высота центра населенного пункта — 1 560 м над уровнем моря. Пейнсвилл расположен на реке Карсон в 400 метрах к северо-востоку от Вудфордса.